# Eyimofe
Eyimofe  (im Englischen auch This Is My Desire) ist ein Filmdrama von Arie und Chuko Esiri, das im Februar 2020 bei den Filmfestspielen in Berlin seine Weltpremiere feierte.

## Handlung
Der 40-jährige Elektroingenieur Mofe arbeitet in einer Druckerei in Lagos, wo ständig Maschinen ausfallen. Er scheint der Einzige zu sein, der sie wieder in Gang bringen kann. Als er durch einen Stromunfall zu Hause seine drei Kinder und seine Frau verliert, aber von seinem Arbeitgeber kein Geld für die Beerdigung bekommt, schlägt er in der Fabrik alles kurz und klein und wird entlassen. Mofe will nach Spanien, um ein neues Leben zu beginnen.

## Produktion

### Regie und Drehbuch
Regie führten Arie und Chuko Esiri. Die Zwillingsbrüder wurden 1985 in einem Abstand von 30 Minuten in Warri in Nigeria geboren und wuchsen in Lagos auf. Sie wollten mit Eyimofe einen fluiden, einfach konstruierten Film machen, der es dem Zuschauer erlaubt, sich in die Welt seiner Figuren hineinzuversetzen und die Stadt Lagos eine zentrale Rolle spielen lassen. So ist der größere urbane Raum, der die Figuren umgibt, wie in anderen berühmten Stadtfilmen zum Beispiel von Edward Yang oder Robert Altman, stets präsent.
Laut eigenen Aussagen hatte die Kurzgeschichtensammlung Dubliner von James Joyce bei Chuko Esiris Arbeit am Drehbuch für den Film großen Einfluss. Joyce’ Schreiben sei bemerkenswert, und er beweise ein großes Verständnis für Menschen. Zudem sei der Autor von Irland weggezogen, weil er das Gefühl hatte, dort eingeschränkt zu sein, und Dubliner sei als Reaktion hierauf geschrieben. Seine Idee für Eyimofe sei es gewesen, einen Ort und die Menschen mit all den guten und schlechten Seiten zu zeigen, so Chuko Esiris. Von der Struktur her habe er sich überwiegend an Charles Dickens’ Bleak House orientiert, der jedem Ort charakteristische Eigenschaften verleiht. In dem Roman gebe es drei oder vier wichtige Orte, an denen sich alle Figuren bewegen. So sei die Fabrik in Eyimofe ein Mikrokosmos des Landes, in dem Mofe sein Bestes innerhalb der „Manage it“-Kultur gibt, die man in Nigeria perfektioniert habe. Andere Bücher, die er während der Arbeit an Eyimofe gelesen hatte, waren C.S. Lewis’ A Grief Observed, das dieser nach dem Tod seiner Frau geschrieben hatte und sich darin Gedanken über den Tod macht und wie dieser sich auf Menschen auswirkt.
Die Geschichte wird in zwei Kapiteln erzählt. Insbesondere sei dies auf die Erkenntnis zurückzuführen, dass er in seinen früheren Filmen die Rolle weiblicher Figuren auf ein Minimum reduziert hatte, so Chuko Esiri: „Das brachte mich dazu, über den Charakter von Rosa nachzudenken, über ihre Reise und ihr Leben und darüber, wie das Leben als Frau in Nigeria ist und wie es im Vergleich zu dem von Mofe als Mann aussieht. Von dort aus baute sich dann alles nach und nach auf.“ Er habe Rosa zu einer komplexeren Figur machen wollen und erkannt, dass diese Figur mehr Platz brauchte, und dadurch bekam sie schließlich ihr eigenes Kapitel. Auch habe er sich einige Filme angesehen, darunter Fatih Akins Auf der anderen Seite und Wong Kar-Wais Chunking Express, die ebenfalls mehrere Teile haben.

### Besetzung und Dreharbeiten
Die Besetzung erfolgte durch eine Mischung aus bekannten und weniger bekannten nigerianischen Schauspielern. Jude Akuwudike, der den Esiris nur für eine begrenzte Zeit zur Verfügung stand, weil er für ein Theaterstück nach Großbritannien zurückkehren musste, übernahm die Rolle von Mofe, Temiloluwa Ami-Williams spielt Rosa und Cynthia Ebijie deren schwangere Schwester Grace. Precious, Mofes Schwester, wird von Omoye Uzamere gespielt. In weiteren Rollen sind die Laiendarstellerinnen Mary Agholor als Gloria und Ivy Akinyode als Luciana zu sehen.
Eigentlich hatten die Brüder geplant, die Dorfszenen auf deren Landsitz in Abraka im Bundesstaat Delta zu drehen, letztlich entstanden die Aufnahmen in Mushin und in Lekki. Des Weiteren drehte man auf der Insel Ikoyi in Lagos, die künstlich von Lagos Island im Westen abgetrennt ist. Als Kameramann fungierte Arseni Khachaturan.

### Veröffentlichung
Die Premiere erfolgte am 24. Februar 2020 bei den Internationalen Filmfestspielen Berlin. Ende September 2020 wurde Eyimofe beim Filmfest Hamburg gezeigt, im Oktober 2020 beim London Film Festival. Im Frühjahr 2021 wurde er in den USA vorgestellt, so im April 2021 beim San Francisco International Film Festival und beim Seattle International Film Festival und Anfang Mai 2021 im Rahmen der Reihe New Directors / New Films, einem gemeinsamen Filmfestival des New Yorker Museum of Modern Art und der Film Society of Lincoln Center, bevor er am 23. Juli 2021 in ausgewählte US-Kinos kam. Im August 2021 wurde er beim Melbourne International Film Festival gezeigt. Im Oktober 2021 wird der Film beim Nuremberg International Human Rights Film Festival vorgestellt.

## Rezeption

### Kritiken
Der Film konnte alle bei Rotten Tomatoes aufgeführten Kritiker überzeugen und erhielt hierbei eine durchschnittliche Bewertung von 7,9 der möglichen 10 Punkte.

### Auszeichnungen (Auswahl)
African Movie Academy Awards 2021
- Nominierung als Bester Film
- Nominierung für den Besten Filmschnitt
- Nominierung als Bester Hauptdarsteller (Jude Akuwudike)
- Auszeichnung für das Beste Regiedebüt (Arie Esiri und Chuko Esiri)
- Auszeichnung für die Beste Regie (Arie Esiri und Chuko Esiri)
- Auszeichnung als Bester nigerianischer Film
- Auszeichnung für den Besten Ton[10][11]

BlackStar Film Festival 2021
- Auszeichnung als Best Feature Narrative[12]

Internationale Filmfestspiele Berlin 2020
- Nominierung als Bester Erstlingsfilm[13]

San Francisco International Film Festival 2021
- Auszeichnung mit dem Golden Gate Award (Arie Esiri und Chuko Esiri)

Seattle International Film Festival 2021
- Auszeichnung im New Directors Competition (Arie Esiri und Chuko Esiri)

São Paulo International Film Festival 2020
- Auszeichnung im New Directors Competition - Best Fiction (Arie Esiri und Chuko Esiri)